# Bogheim
Bogheim ist ein Ortsteil der Gemeinde Kreuzau im Kreis Düren, Nordrhein-Westfalen. 

## Lage
Bogheim liegt am Eifelnordrand in der Rureifel im Naturpark Nordeifel. Nachbarorte sind Untermaubach, Straß und Langenbroich. Von Bogheim hat man eine gute Fernsicht in das Rurtal bis zur Kreisstadt Düren.

## Geschichte
Auf eine frühe fränkische Gründung deutet der Heim-Name in Verbindung mit dem aus dem germanischen Stamm kommenden Bogo = Biegung hin. Die Biegung ist heute noch im Verlauf der Dorfstraße zu erkennen.
Der Ort wurde im Zweiten Weltkrieg zu 70 % zerstört und später wieder aufgebaut.
Am 1. Juli 1969 wurde die bis dahin eigenständige Gemeinde Bogheim mit sieben weiteren Gemeinden zur neuen Gemeinde Kreuzau zusammengeschlossen.

## Verkehr
Bogheim liegt abseits der Kreisstraße 31 von Straß nach Untermaubach. Von dieser Straße führt eine Verbindungsstraße in den Ort. Es gibt keinen Durchgangsverkehr.
Die Busse des Rurtalbus fahren den Ort mit der AVV-Linie 201 an. Bis zum 31. Dezember 2019 wurde diese Linie von der Dürener Kreisbahn bedient. Zudem verkehrt die Nachtbuslinie N3b.
| Linie | Verlauf |
| ----- | --- |
| 201   | Kreuzau – Winden – Bergheim – Langenbroich – Bogheim – Untermaubach (– Obermaubach) – Bilstein                                      |
| N3b   | Nachtbus: nur in den Nächten Fr/Sa und Sa/So Düren Bf/ZOB → Kaiserplatz → Rölsdorf → Lendersdorf → Gey → Langenbroich → Obermaubach |

## Vereinswesen
In dem kleinen Ort gibt es einen Sportverein und eine Schützenbruderschaft. 